# محمود البنا (حكم)
محمود البنا حكم كرة قدم مصري، يشارك حاليًا في الدوري المصري الممتاز، وقد سبق له المشاركة في بطولة دوري أبطال أفريقيا.
يعمل أيضًا كمأذون شرعي ببلدته بمدينة كفر الشيخ، وهذا ما سبَّب حوله جدالًا كبيرًا بسبب عدم تناسب عمله كونه حكمًا دوليًّا.